# Nødebo
Nødebo es una localidad situada en el municipio de Hillerød, en la región Capital (Dinamarca), con una población en 2012 de unos 1985 habitantes.
Se encuentra ubicada al norte de la isla de Selandia, a poca distancia del fiordo de Roskilde y al noroeste de Copenhague, la capital del país.